# Cámara de los Pares (Francia)

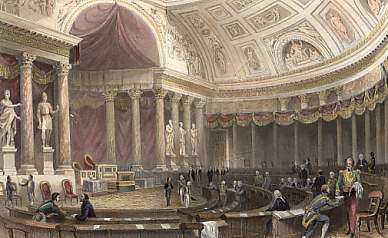
Cámara de los Pares en el Palacio de Luxemburgo en París, 1841.

La Cámara de los Pares fue en Francia la cámara alta del poder legislativo durante las dos restauraciones, los llamados Cien Días y bajo la monarquía de julio.
Creada en 1814, se suprimió en 1848 cuando entró en funcionamiento la Asamblea Nacional Constituyente de la Segunda República francesa. Fue más tarde reemplazada como cámara alta en su evolución al senado del segundo imperio. Sus miembros tuvieron la atribución hereditaria hasta la revolución de 1830 (Francia).

## Datos históricos
La primera Cámara de los Pares fue establecida por la constitución francesa de 1814. El 30 de marzo de ese año los aliados vencedores entraron en París y decidieron llamar a gobernar a los Borbones invitando al senado a designar una asamblea provisional a fin de preparar una nueva constitución. El Senado votó la salida de Napoleón y proclamó a Luis XVIII rey de Francia. El consulado ratificó estas decisiones.
Luis XVIII, llegó a París los primeros días del mes de mayo. No quería un proyecto de constitución elaborado y adoptado por una asamblea legislativa. Aunque era en principio liberal, no aceptaba el principio básico de la constitución y se reservó el derecho de dar él mismo una carta magna a su pueblo considerando que el poder y su título venían de Dios y de su predecesor.
En esas condiciones la Cámara de los Pares que Luis XVIII instituyó debió encontrarse en armonía con la monarquía restaurada. Esta Cámara representaba a la nobleza y el Rey debía escoger a sus miembros entre los nobles. Debía el cuerpo también constituir un apoyo para la realeza y sus miembros adquirían la dignidad de pares de manera hereditaria, transmitida por el sexo masculino y por orden de primogenitura. Existieron numerosas similitudes entre la Cámara de los Lores británica y la de los Pares, francesa, de esta etapa.
La cámara alta de la monarquía de julio conservó el nombre de la precedente (Cámara de los Pares) pero cambió para reflejar el carácter burgués de su origen. Ya no era necesario pertenecer a la nobleza sino que sus miembros podían ser seleccionados por su condición de prominencia y la característica hereditaria fue también suprimida. Bajo Luis Felipe el cuerpo legislativo fue diferente a aquel que se instituyó con Luis XVIII y con Carlos X.

## Atribuciones
En principio la Cámara de los Pares fue parecida en funciones a la Cámara de Diputados, dándosele un carácter de potencia legislativa equivalente. Esta semejanza contiene una excepción, sin embargo, en lo que concernía a las leyes de finanzas, en detrimento de la Cámara Alta, otorgándosele prioridad en este tema a la Cámara Baja.

## Algunos miembros de la Cámara de los Pares de Francia famosos

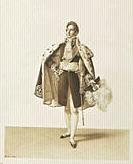
François-Joseph Heim (1787-1865), Sacre de Charles X de France, un par de Francia
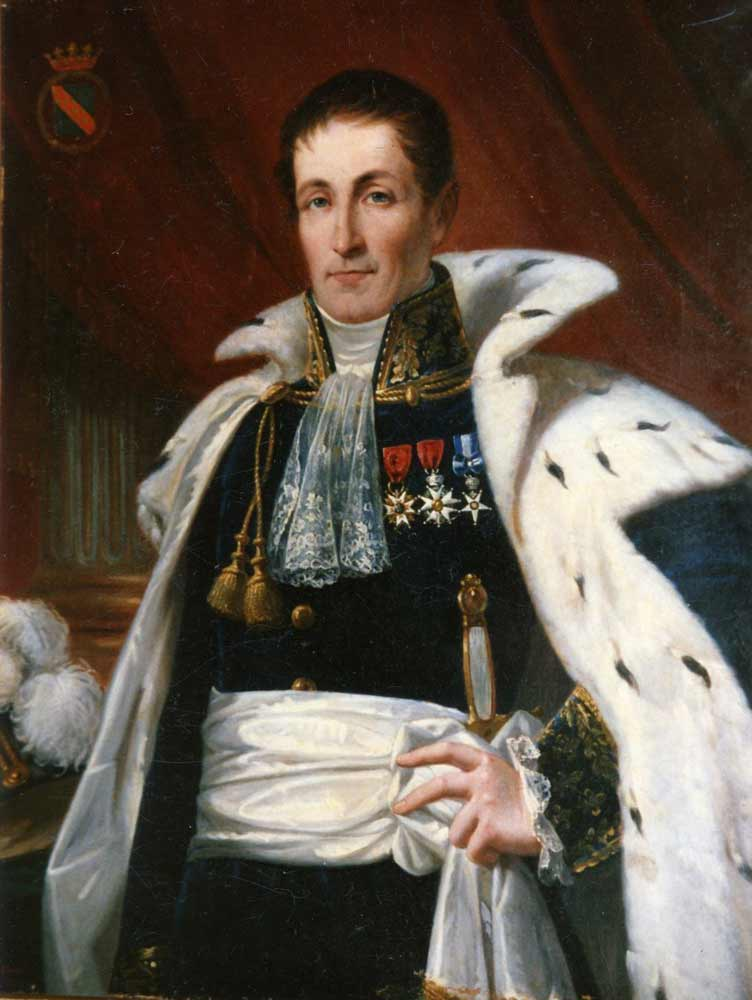
Louis de La Forest, par de Francia.
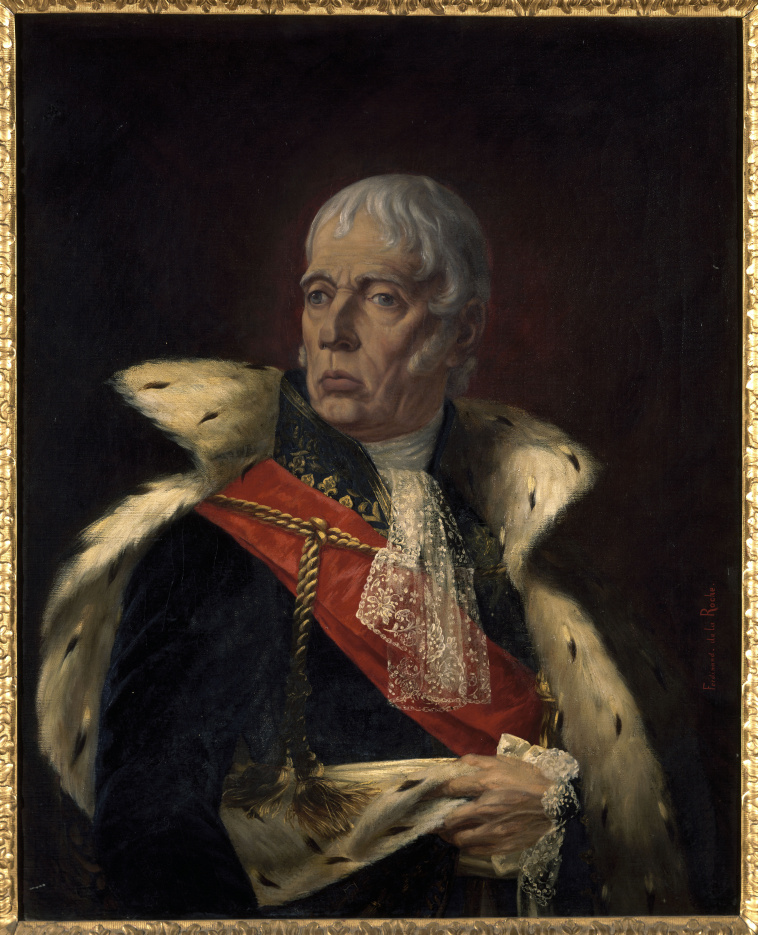
conde François-Marie d'Aboville
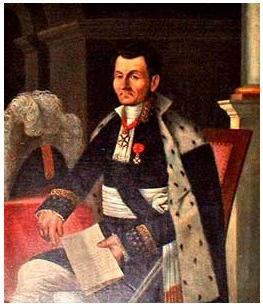
Claude-Pierre Dellay d'Agier
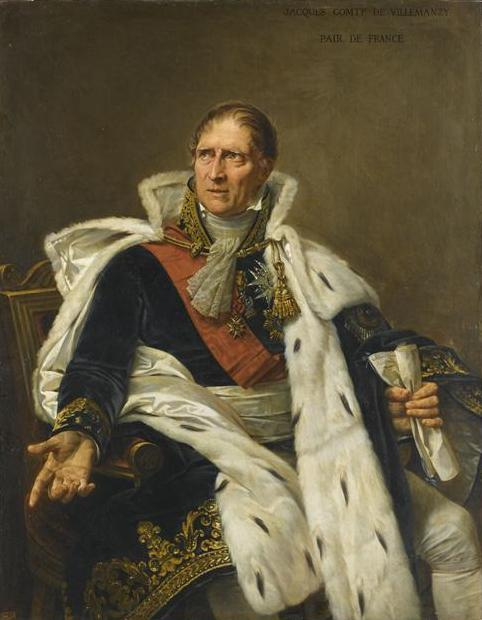
Pintura de Antoine-Jean Gros del general Jacques-Pierre Orillard de Villemanzy, par de Francia
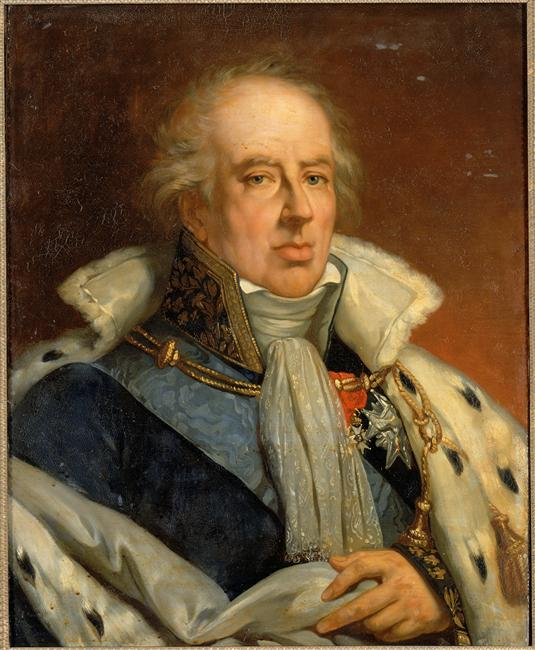
François XII de La Rochefoucauld (1747-1827)
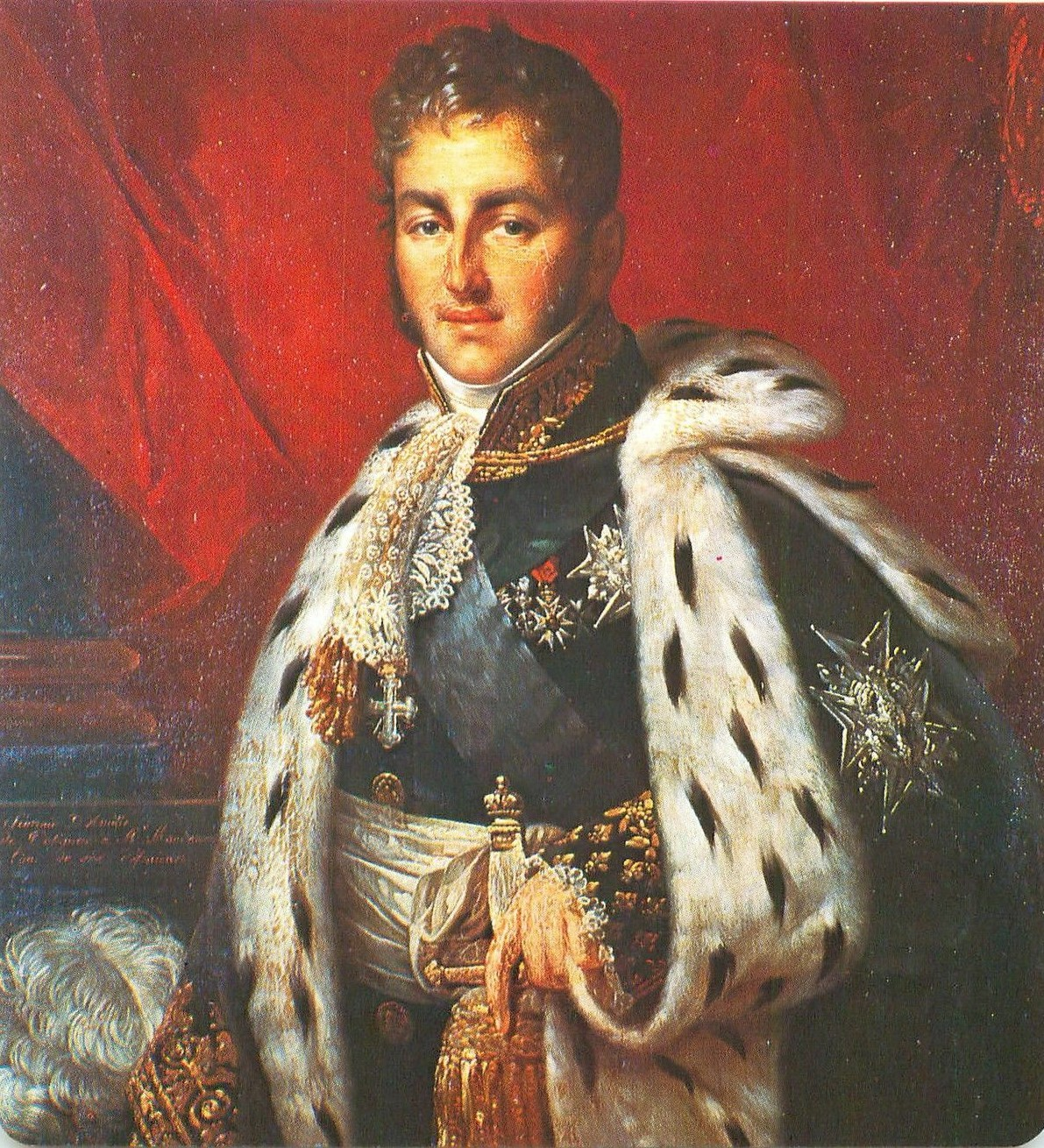
Jules de Polignac (1780-1847)
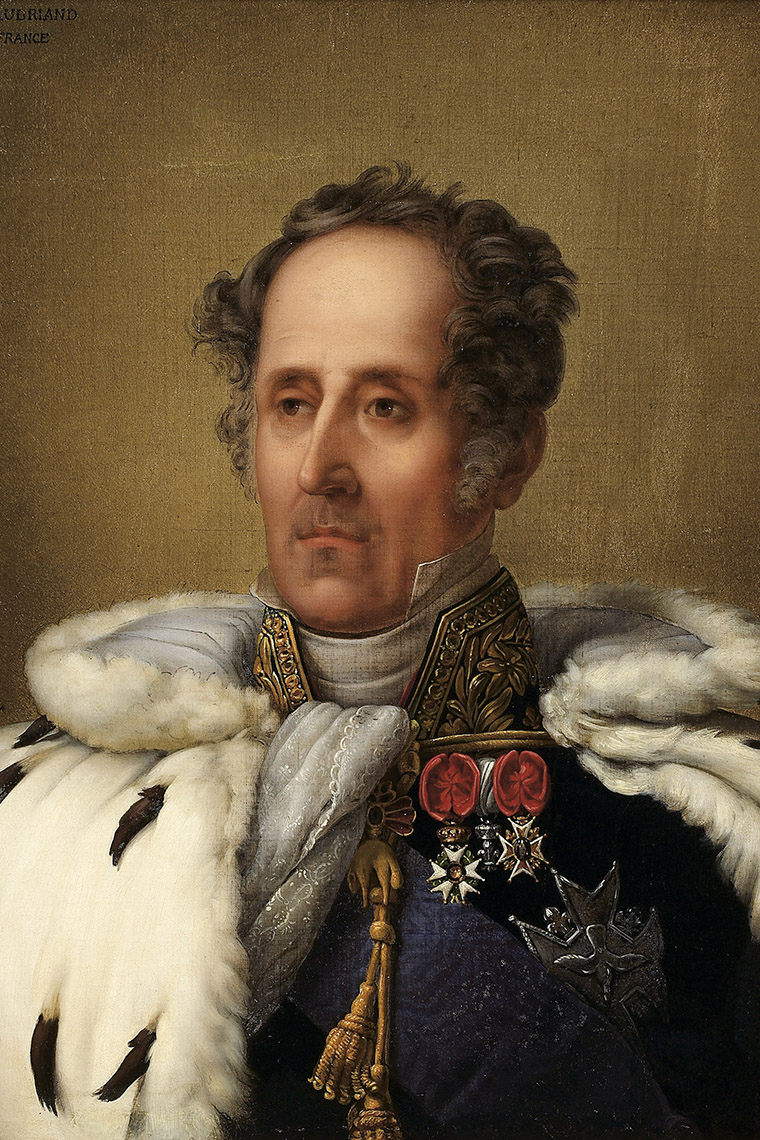
Pierre Louis Delaval, Pintura de François-René de Chateaubriand (1768-1848)
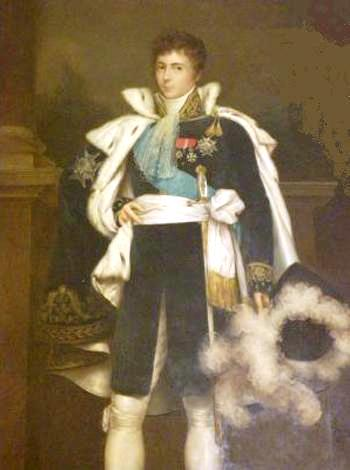
Anne Victor Denis Hurault de Vibraye (1767-1843), 7 marqués de Vibraye.
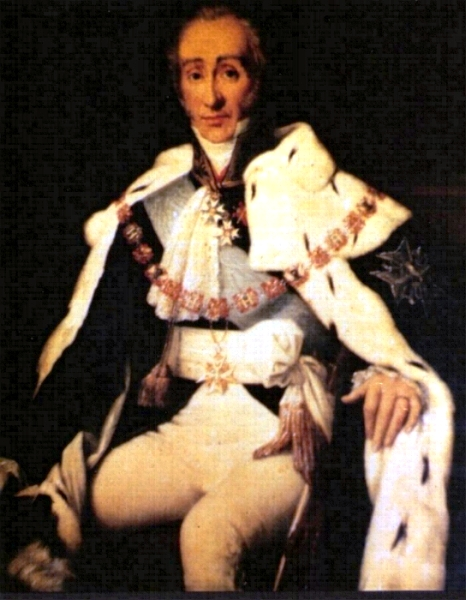
Louis Charles Pierre Bonaventure, conde de Mesnard (1769-1842), par de Francia
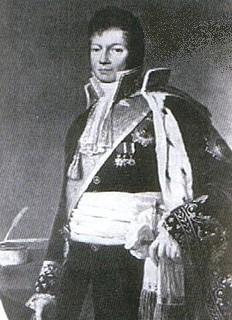
Gabriel d'Arjuzon par de Francia, pintura atribuida a Jacques-Louis David
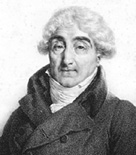
Raymond de Sèze (1748-1828)